# 공안사건
공안사건(公安事件)이란 국가보안법, 군형법 중 국가안보나 공공의 안전에 관한 죄, 즉 반란·이적의 죄, 군사기밀누설죄, 암호부정사용죄, 형법 중 내란죄, 외환죄, 군사기밀보호법 위반의 죄를 위반한 사건을 말한다. 경우에 따라서 집회 및 시위에 관한 법률, 계엄법, 노동관계법률위반사건 중에 노동정책에 영향을 미칠 중요한 사건, 수산업법위반 중에 군사분계선 또는 어로한계선 월선조업사건, 기타 정부시책의 수행에 지장을 초래하거나 정부시책에 현저히 위배되는 사건도 공안사건에 포함된다.
형기를 다 마치거나 가석방이 된 이후에도 보안관찰법으로 공안사건 위반 사범들의 동향을 통제하고 있다. 공직선거법 수사를 받고 형을 선고받은 경우에는 형기를 다 마치거나 의원직 상실이나 지방자치단체장직 상실에 해당하는 벌금을 선고받으면 향후 10년 동안 공직에 임용될 수 없고 선거에 출마할 수도 없다. 수사기관은 주로 국가정보원, 군사안보지원사령부, 경찰 보안수사대, 경찰 정보국, 검찰 공공수사부, 군 검찰에서 수사를 담당하며 경우에 따라 육,해,공군이나 해병대, 해양경찰과 국방부, 법무부, 외교부, 행정안전부, 문화체육관광부, 교육부, 과학기술정보통신부, 해양수산부, 고용노동부, 중앙선거관리위원회 쪽에서도 공안사건 수사 지휘를 할 수도 있다.

## 역사
과거 이승만, 박정희, 전두환, 노태우, 김영삼 정권 시절에는 위에 개재된 공안사건 관련 법률위반이나 다른 법률의 공안사건 해당 조항 위반죄 이외에도 반공법, 긴급조치, 국가모독죄, 언론기본법, 국가보위에 관한 특별조치법, 정당등록취소제, 임시우편단속법 등으로도 처벌을 했고 사상전향제도나 준법서약제도, 사회안전법에 따라서 가중처벌이 가능했고 가석방 제한도 가능했으며 반국가행위에관한특별조치법으로 궐석재판도 가능했다. 또한 과거에는 공안사건을 적발하고 나면 해당 피의자들을 장기구금과 고문으로 수사하는 경우도 많았다. 과거 처벌한 법들은 권력 남용 논란으로 폐지되었다. 과거 독재정권 시절에는 공안기관이 민주화운동 탄압 목적으로 공안사건을 조작하는 경우가 많았는데 나중에 재심에서 무죄 판결을 받았다. 과거 미군정 시절이나 이승만, 박정희, 전두환 정부 등의 권위주의 정권 시절에는 한국전쟁의 여파와 무장간첩 출몰의 여파, 북한이 저지르는 테러의 여파, 북한의 도발 여파는 물론, 그로 인해서 반공 분위기가 가장 강했기 때문에 실제로 간첩이나 자생적 공산주의자들이 수사받는 간첩 및 국보법 관련 공안사건들이 가장 많이 일어났었다. 그러나 권위주의 정권 시절에는 독재정권이 정권 유지 및 민주화운동 탄압 목적으로 공안사건을 악용하거나 조작, 또는 확대, 과장하는 경우도 많았고 독재정권에 반대하는 반체제인사나 민주화운동가나 사회운동가를 간첩 및 공산주의자로 모는 사건이 발생하기도 했다. 또한 재일교포와 납북어부를 상대로 간첩조작을 하는 경우도 많았다. 그리고 그 당시의 집회시위나 노동운동 관련 공안사건에서도 무리한 가혹행위 및 날조를 동반한 수사가 일어나기도 했다. 또한 그 당시 야당 정치인들을 선거법을 동원해서 표적수사를 하기도 했다.
하지만 민주화가 된 이후에도 계속되는 북한의 도발과 대학교 내 강성 운동권의 폭력시위 등이 계속 일어남으로 인해서 노태우 정부와 김영삼 정부 때도 권위주의 정권 만큼은 아니지만 공안사건이 자주 일어났었다. 그리고 김대중 정부와 노무현 정부 때도 북한의 도발 등으로 인해서 공안사건이 제법 일어났지만 남북화해 분위기가 일고 국가보안법 개정 논의가 일면서 간첩 및 국보법 관련 공안사건이 그 전보다는 줄어들었으나 그래도 제법 일어났으며 여전히 집회시위, 노동관련, 선거 쪽에서의 공안사건은 제법 일어났고 이명박 정부와 박근혜 정부가 들어서면서 다시 북한의 도발이 심해지고 또 남북관계가 경색되면서 다시 공안사건들이 이전 권위주의 정권이나 민주화 초기 만큼은 아니어도 제법 늘어났다. 또 집회시위, 노동관련, 선거 쪽의 공안사건들도 계속 일어났다. 하지만 박근혜-최순실 게이트로 박근혜 정부가 종료되고 문재인 정부가 들어서면서 공안사건들이 다시 줄어들기 시작했다. 그러나 2017년까지는 어느정도 공안사건들이 있었으나 2018년부터는 남북평화 분위기와 남북화해 분위기가 강조되고 남북정상회담 및 북미정상회담 등이 이루어지면서 간첩 및 국보법 관련 공안사건은 예전보다 훨씬 줄어들었다. 하지만 집회시위나 노동관련 및 선거 쪽의 공안사건은 제법 일어나고 있는 중이다. 그러나 윤석열 정부가 들어선 이후 간첩 및 국보법 관련 공안사건이 다시 늘어나고 있다.

## 관련 법률

### 현존하는 법률
- 국가보안법
- 군형법 중 반란, 이적의 죄, 군사기밀누설죄, 암호부정사용죄
- 형법 중 내란죄, 외환죄, 내란음모죄, 내란예비음모죄, 반란예비음모죄, 내란선동죄, 간첩죄
- 군사기밀보호법
- 집회 및 시위에 관한 법률
- 계엄법
- 수산업법 중에 군사분계선 또는 어로한계선 월선조업사건
- 노동관계법률위반사건 중에 노동정책에 영향을 미칠 중요한 사건
- 정부시책의 수행에 지장을 초래하거나 정부시책에 현저히 위배되는 사건
- 대규모 사건에서 국가나 정부, 또는 정보기관이나 사법기관, 공권력 집행기관, 헌법기관이 내린 체포령이나 긴급체포령을 위반하는 경우
- 사회안전법의 후신인 보안관찰법
- 대통령의 긴급명령권에 위배되는 사건
- 통신비밀보호법 중에 일부 조항
- 계엄포고령, 계엄령 위반 사건
- 국민보호와 공공안전을 위한 테러방지법
- 외국환거래법
- 출입국관리법
- 여권법
- 총포, 화약 등 단속에 관한 법률
- 신문통신 등의 등록에 관한 법률
- 공직선거법
- 국민투표법
- 국가정보원법
- 국내재산도피방지법
- 밀항단속법
- 부정경쟁방지 및 영업비밀보호에 관한 법률 제2조
- 국회법 중에 국회선진화법에 해당하는 조항
- 병역법 중에 일부 조항
- 국가비상사태
- 정당법 일부 조항
- 방송법 일부 조항
- 남북교류협력에 관한 법률에 위배되는 사건
- 군용물 등 범죄에 관한 특별조치법
- 철도안전법 중에 일부 조항
- 항공보안법 중에 일부 조항
- 항공안전법 중에 일부 조항
- 공유수면 관리 및 매립에 관한 법률 중에 일부 조항
- 국제범죄에 해당하는 행위
- 사이버안보위협에 해당하는 행위
- 통합방위법 일부 조항

### 폐지된 법률
- 반공법
- 긴급조치, 비상조치
- 국가보위에 관한 특별조치법
- 임시우편단속법
- 사상전향제도, 준법서약제도
- 언론기본법, 보도지침
- 신문·통신 등의 등록에 관한 법률
- 정당법 중 정당등록취소제
- 사회보호법 - 보호감호
- 위수령 위반 사건[1]
- 형법의 국가모독죄
- 반국가 행위자의 처벌에 관한 특별조치법
- 전기통신사업법 불온통신의 단속 조항
- 비상사태특별조치법
- 노동관련법률 중에 제3자 개입금지 제도
- 국회해산권에 위반되는 행위
- 예비검속 위반사건
- 대통령선거법
- 국회의원선거법
- 정치활동정화법, 정치풍토쇄신법
- 노동조합법 제12조 2항, 노동쟁의조정법 제13조 2항, 노동조합 및 노동관계조정법 제40조 등 제3자 개입금지 제도
- 언론윤리위원회법
- 만화검열제
- 영화사전심의제도
- 음반사전심의제도
- 병역법 위반 등의 범죄처벌에 관한 특별조치법
- 군사기밀보호법 제11조
- 항공법 중에 일부 조항

## 공안사건을 수사하는 기관

### 현재

#### 주요 수사기관
- 국가정보원
- 대한민국 검찰청 공공수사부[2]
- 대한민국 경찰청 보안수사대
- 대한민국 경찰청 정보국
- 국군방첩사령부
- 군 검찰
- 대한민국 해양경찰청

#### 기타 수사기관 및 수사 관련 행정기관
- 대한민국 육군, 대한민국 해군, 대한민국 공군, 대한민국 해병대
- 대한민국 국방부, 대한민국 법무부, 대한민국 행정안전부, 대한민국 해양수산부, 대한민국 고용노동부, 대한민국 교육부, 대한민국 문화체육관광부, 대한민국 과학기술정보통신부, 대한민국 산업통상자원부, 대한민국 기획재정부, 대한민국 외교부, 대한민국 국토교통부, 대한민국 중소벤처기업부
- 대한민국 국회 - 국가보안법을 위반한 국회의원들의 체포동의안을 처리할 때 한정적으로 쓰인다.

### 과거

#### 주요 수사기관
- 중앙정보부, 국가안전기획부
- 치안국, 치안본부 시절의 대공분실
- 육군 특무대 - 육군 방첩대 - 육군보안사령부 - 국군보안사령부 - 국군기무사령부

#### 기타 수사기관 및 수사 관련 행정기관
- 공보실 - 공보부 - 문화공보부 - 공보처 - 문화체육부 - 문화관광부
- 문교부 - 교육부[3] - 교육과학기술부
- 노동청 - 노동부
- 수산청, 농림부 - 농수산부 - 농림수산부
- 내무부, 총무처 - 행정자치부 - 행정안전부[4] - 안전행정부 - 행정자치부
- 체신부, 과학기술처 - 정보통신부 - 교육과학기술부 - 미래창조과학부
- 상공부, 동력자원부 - 상공자원부 - 통상산업부 - 산업자원부 - 지식경제부
- 재무부, 경제기획원 - 재정경제원 - 재정경제부, 기획예산처
- 외무부 - 외교통상부
- 중소기업청
- 교통부, 부흥부 - 교통부, 건설부 - 건설교통부 - 국토해양부

## 사건 목록
- 국가보안법 사건 목록
- 시대별 대한민국의 공안 사건